# (14317) Antonov
(14317) Antonov (1978 PC3) – planetoida z pasa głównego asteroid okrążająca Słońce w ciągu 3,83 lat w średniej odległości 2,45 j.a. Odkryta 8 sierpnia 1978 roku.